# 黄明达
黄明达，广东南海人，中华人民共和国政治人物、外交官。
1973年，任中华人民共和国驻斯里兰卡大使兼驻马尔代夫大使。1977年，接替甘野陶担任中华人民共和国驻阿富汗大使。1979年退任。1982年，任中华人民共和国驻缅甸大使。